# Urobatis
Urobatis  (лат.) — род хрящевых рыб семейства Urotrygonidae подотряда Myliobatoidei отряда хвостоколообразных. Обитают в тропических и умеренных водах Атлантического океана и Тихого океана у побережья Америки. В настоящее время к роду относят 4 вида. Это медлительные донные рыбы, которые встречаются от прибрежного мелководья до глубины 109 м. Размер колеблется от  до 38,5 до 76 см. Широкие грудные плавники образуют округлый диск, ширина которого превышает длину. Довольно тонкий хвост оканчивается хвостовым плавником в форме листа. Спинные плавники отсутствуют. В центральной части хвостового стебля на дорсальной поверхности расположен ядовитый шип. Кожа лишена чешуи. Окраска ровная или пёстрая.
Рацион состоит из мелких донных беспозвоночных. Эти скаты размножаются яйцеживорождением. Эмбрионы вылупляются из яиц внутри матки матери и питаются желтком, а позднее гистотрофом. В целом рыбы рода Urobatis не представляют интереса для коммерческого рыболовства.

## Таксономия и филогенез
Род Urobatis как и род уротригонов традиционно относили к семейству короткохвостых хвостоколов. В 1996 году были выделены в отдельное семейство Urotrygonidae.
Название рода происходит от слов греч. οὐρά — «хвост» и лат. batis — «скат»
.

## Классификация
- Род Urobatis Garman, 1913
  - Urobatis concentricus R. C. Osburn & Nichols, 1916
  - Urobatis jamaicensis Cuvier, 1816
  - Urobatis marmoratus Philippi, 1893
  - Urobatis tumbesensis Chirichigno F. & McEachran, 1979